# Juan Francisco Masdeu
Pour les articles homonymes, voir Masdeu.
Juan Francisco de Masdéu y de Montero, né le 4 octobre 1744 à Palerme et décédé le 11 avril 1817 à Valence (Espagne) est un prêtre jésuite espagnol (catalan) et historien de renom.

## Biographie
Juan Francisco Masdéu nait à Palerme le 4 octobre 1744, dans une famille catalane au service du roi des Deux-Siciles. Le 19 décembre 1759 il entre au noviciat de Tarragone de la Compagnie de Jésus. Sa formation spirituelle de base terminée, il continue des études de 'Lettres et humanités' sous la direction de Mateo Aymerich et fait le cours de philosophie (1762-1765) à Gandia. Il se trouve, au collège de Belén (Barcelone), en troisième année de théologie - cours préparatoire au sacerdoce  - lorsque les Jésuites sont expulsés d’Espagne (1767).
En exil en Italie, le père Masdéu s’établit d’abord à Ferrare, puis à Bologne (où il étudie le droit à l’université) et à Rome. Déjà à Ferrare, il est membre de l’Académie d’Arcadie (sous le nom de 'Sibari Tessalicense'), et commence bientôt à publier des œuvres poétiques (Venise, 1774), religieuses (Bologne, 1775) et autres (1777). Dans les premières d’entre elles il signe « un noble barcelonais », dans les autres, en castillan il utilisait son nom propre. 

### Historia critica...
Libre de son temps en Italie, le père Masdéu met en ordre le matériau de sa monumentale histoire générale d'Espagne. Il en publie les premiers volumes en italien. Cependant, n'étant probablement pas satisfait du peu de succès que cet ouvrage rencontre en Italie, il le refait en espagnol, et le met au jour à Madrid, en 20 volumes, qui paraissent successivement de 1783 à 1805, sous le titre de Historia critica de España, y de la cultura española . S’étant étendu trop longuement sur l’histoire ancienne, le père Masdéu ne peut achever son travail, qui aurait exigé au moins 50 volumes, s'il avait continué au même rythme. 
En effet, Masdéu ne se borne pas à raconter les événements mais il se livre, à la fin de chaque époque, à de longues digressions sur des faits douteux, ou sur quelques détails qui ne tiennent pas essentiellement à l'histoire. Ces discussions révèlent l'étendue de son érudition, et son grand talent de critique mais le jugement de l'auteur n'est pas toujours assez éclairé, et il cède trop souvent au désir de combattre et de réfuter les opinions d'autrui. Son style ne manque ni de pureté ni d'élégance, mais l’écrivain ascétique prend parfois le pas sur le penseur profond.
On peut aussi lui reprocher de trop exalter la nation espagnole. Le père Masdéu est en exil, mais profondément attaché à son pays.  

### Réadmission dans la Compagnie
Lorsque le pape Pie VII rétablit universellement la Compagnie de Jésus, en 1814, le Père Masdéu demande sa réadmission et rejoint le collège de Rome. Il soutient, dans les dernières années de sa vie, une querelle assez vive sur les antiquités de cette métropole, contre l'antiquaire Carlo Fea : les échanges sont vifs et accompagnés et quelques fois de récriminations et d'injures. 
Le père Masdéu rentre dans son pays natal peu après. Il fait sa profession religieuse comme jésuite le jour de la fête de saint Ignace, le 31 juillet 1816, et meurt à Valence, quelques mois plus tard, le 11 avril 1817. (Moniteur du 21 mai 1817, page 559.)